# Avalanche de Coistão de 2010
A avalanche de Coistão de 2010 ocorreu no distrito de Coistão, província da Fronteira Noroeste, no Paquistão em 17 de fevereiro de 2010, atingindo a vila de Bagaro Serai e matando 102 pessoas. 45 ainda estão desaparecidas.

## Incidente
A avalanche desceu em pelo menos quatro casas na aldeia remota, que havia sido atingida por fortes tempestades de neve nos últimos dias. De acordo com as autoridades locais, as equipes de resgate enfrentaram dificuldades para entrar na aldeia, já que todas as estradas foram bloqueadas devido à avalanche e deslizamentos de terra. As forças policiais e os voluntários tiveram que caminhar durante a noite para chegar ao local da avalanche, e a polícia enfrentou problemas de comunicação, dado que a recepção de rádio foi prejudicado pelo terreno montanhoso. Uma busca por pessoas presas estava sendo realizado e um pedido havia sido feito para enviar um helicóptero e máquinas pesadas para a aldeia para auxiliar na operação de resgate.

## Resposta
O primeiro-Ministro Yousuf Raza Gillani, expressou seu pesar e tristeza pela perda de vidas e a destruição de propriedades causados pela avalanche. Ele dirigiu autoridades para acelerar a operação de resgate e evacuação em segurança das pessoas que estavam presas na aldeia.[carece de fontes?]